# JIRO
JIRO（ジロウ、1972年10月17日 - ）は、日本のベーシストで、GLAY兼THE PREDATORSのメンバー。本名、和山 義仁（わやま よしひと）。
北海道函館市出身。身長171cm。既婚。

## 人物
GLAYメンバーで唯一、芸名が本名に由来していない（TAKUROとHISASHIは下の名前（琢郎・尚）をそのまま、TERUは本名の「照彦（てるひこ）」の略称である）。由来は、GLAY加入前に所属していたバンド「ピエロ」のボーカリストに名前を聞かれ、とっさに「JIRO」と答えたため。本人も、何故自分が「JIRO」と言ったのかまったく分からないらしい。
その端正な顔立ちから、女性に非常に人気があり、芸能人でも武井咲や佐々木希がファンを公言している。メンバー曰く、実際にGLAYの中で一番モテるのはJIROで、TAKUROは女の子からJIROのことについての相談も多々あったという。加えて、優れたファッションセンスの持ち主で、衣服にあまりこだわらないTAKUROから相談されるほど。代官山で本人とは気付かれず「雑誌のオシャレ選手権に出ないか」とスカウトされたこともある。デビュー当初はローラーブレードを履いてスタジオ入りした事があり、事務所側から叱責された。
趣味はカメラとスノーボード。特にカメラは、空や風景などを撮るのが好きで、GLAYの会報内でコーナーも設けられている。このコーナーでは、ファンからの投稿も採用し、その時々の季節感やテーマにそっている。また、シングル「Precious」では、撮影した写真がCDのジャケットに用いられている。
- 血液型はA型。
- インディーズ時代は「ハツリ屋」などのバイトをしていた。
- イングランド・プレミアリーグのリヴァプールFCのファン。2024年1月31日の対チェルシーFC戦を現地アンフィールドにて観戦している。[3]

### 音楽面
ギターのように大きく腕を振って弾く、独特な奏法でベースを弾いている。ベースはギターと違い、和音ではなく単音を的確に弾く必要があるため、弾かない弦をミュートしている。セカンドシングルである『真夏の扉』では、プロデューサーであった土屋昌巳から、「ピックで（ベース）弾いてるの？駄目だよ、それじゃあ。」と言われたところ、その場でピックを外したと言う。土屋は「ピックと指とで弾けるようにしろ、という意味でのアドバイスだった」と語っている。影響を受けたベーシストに、ガンズ・アンド・ローゼズのダフ・マッケイガンとZIGGYの戸城憲夫を挙げている。
レッド・ホット・チリ・ペッパーズ、レディオヘッド、ニルヴァーナ、チャットモンチーのファン。GLAYではTERUに次いでメインボーカルを担当することがあり、「SHUTTER SPEEDSのテーマ」「ストロベリーシェイク」「THE BIRTHDAY GIRL」などで自ら歌っている。なお、2005年からは、THE PREDATORSのベーシストとしても活躍。the pillowsのトリビュート・アルバムにも参加経験がある。また、GLAYでもTHE PREDATORSでも、稀に作曲をする。自身が作曲したGLAYの楽曲「SHUTTER SPEEDSのテーマ」は、特にライブでも盛り上がる楽曲となっている。

### 他メンバーとの関係
GLAYの副リーダー的存在、かつ、最年少メンバー。TAKUROと同じ幼稚園に通っており、小学校もTAKUROが転校するまでは一緒だった。
TAKUROから新曲を聴かされた際、彼に対し「古いよ」と意見した事がある。彼はこれまでにない自信作としてメンバーに新曲を聴かせたが、JIROだけが頭を抱えていた。TAKUROが歩み寄り「この歌は俺自身なんだよね」と言いかける寸前に「TAKUROくん、こういうのって古いんだよね」とJIROに言われ、TAKUROは「俺は古いのか〜」と気付かされたとのこと。このエピソードは、彼自身が「音楽活動をしていて一番辛かったこと」として語っている。ただし、JIRO本人は「そんな事言ってないよ」と否定している。

## 経歴
父、母、姉1人、妹2人の6人家族。
中学校でバスケットボール部に入部するが1年程で退部する。時間的に余裕があったため音楽に興味を持ち、エレキギターをもっている友人にギターを借りる。しかし、母親に「そんな高価なものはすぐに返しなさい」と叱られ、渋々ギターは返した。だがこのことが「何が何でもギターを買う」という決心をもたせ、新聞配達のアルバイトで金を貯め、やがてギターを買った。その後、友人と「ネクストビート」というバンドを結成。さらに高校入学後には「セラヴィ」というバンドにギターとして加入した。高3の頃にベースに転向、「ピエロ」に加入した。理由は「ピエロに入れるならベースでもいい。」ということから。友人の持っているベースと自分の持っているギターを交換した。その後、1年早く上京していたGLAYが帰郷した際に対バンする。その打ち上げでTAKUROに東京へ行くことを薦められ、高校卒業後はピエロのメンバーと上京することになった。しかし上京したものの、「ピエロ」は解散。その後はいくつかのバンドを渡り歩くこととなった。そして1992年8月、TAKUROに誘われ、GLAYに加入。

### メジャーデビュー以降
1994年5月、GLAYのベーシストとしてシングル「RAIN」でメジャーデビュー。デビュー時のJIROはバンド内で唯一短髪で髪も逆立てない普通の格好をしていたが、90年代後半は奇抜なヘアメイクと派手な衣装を着るようになる。特に1998年辺りの「アロエヘア」（当時出されたアルバム『pure soul』と掛けて“pure soulヘア”とも呼ばれる）はとても特徴的なものとなった。1999年2月、音楽雑誌『WHAT's IN?』で連載していたものをまとめた、初の単行本『キャラメルブックス』を発売。2000年のGLAY ARENA TOUR 2000 “HEAVY GAUGE”の頃、精神的に参っていた時期があった。ライブ中もずっと下を向くなどの行為が目立ち、ファンからも心配の声が上がった。TAKUROも「解散してもいいからJIROを休ませてあげたい」と発言するほどであったが、その時期を乗り越え現在に至る。その時期を支えてくれた、JIROが毎月連載していた音楽雑誌『WHAT's IN?』の編集者と同年12月に結婚。翌2001年7月には『キャラメルブックス』の続編、『キャラメルパビリオン』を発売した。
- 2004年
  - the pillowsのトリビュート・アルバム『シンクロナイズド・ロッカーズ』に参加。
- 2005年
  - the pillowsの山中さわおとストレイテナーのナカヤマシンペイと共にTHE PREDATORSを結成。
  - 7月6日 - インディーズレーベルよりミニアルバム『Hunting!!!!』を発売。
  - 7月19日 - 横浜BLITZでのフリーライブを皮切りに、『FM802 MEET THE WORLD BEAT 2005やRISING SUN ROCK FESTIVAL 2005 in Ezo』に出演した。

- 2006年
  - THE PREDATORSとして『ARABAKI ROCK FEST. 06』に出演。
- 2008年
  - THE PREDATORSの活動を再開。
  - 10月15日-セカンドミニアルバム『牙をみせろ』を発売。
  - SHOOT THE MOON TOURを開催。

- 2009年

2月4日『LIVE DVD-SHOOT THE MOON TOUR 2008.11.4 Zepp Zokyo』を発売

## 参加作品
| 発売日         | タイトル             | アーティスト名 | 備考 | 規格 |
| -------------- | -------------------- | -------------- | --- | ---- |
| 1996年3月15日  | SPEED BALL           | D.I.E.         | 「CLOCKWORK LOVE #1」「CLOCKWORK LOVE #2」にベースで参加。 | CD   |
| 1996年11月30日 | Mind Drum            | TOSHI NAGAI    | 「Inguz」にTERUがドラム、HISASHIがギター、JIROがベースで参加している。                                                                                                | CD   |
| 1998年4月1日   | FRAGILE              | D.I.E.         | 「ANGEL'S BACK」にベースで参加。 | CD   |
| 1999年7月21日  | D.O.S.Drum           | TOSHI NAGAI    | 「Laissez-moi Tranquille!」にTAKURO、HISASHIがギターで、JIROがベースで参加。                                                                                          | CD   |
| 1999年7月31日  | 明日に架ける橋       | JUNKO          | 「明日に架ける橋」にTAKUROがギター、オルガンで、HISASHIがギター、サウンドプロデュース、ミックス、JIROがベース、TOSHI NAGAIがドラム、D.I.Eがピアノ、キーボードで参加。 | VHS  |
| 2004年9月16日  | SYNCHRONIZED ROCKERS | V.A.           | 「Sad Sad Kiddie」にYUTA.TOSHI.CHIHO and JIRO'S SESSION名義で参加。ベースを担当。                                                                                     | CD   |
| 2006年10月20日 | IN THE MOOD          | 氷室京介       | 「SAY SOMETHING」にTAKURO、JIRO、Toshi Nagaiと共に演奏で参加。TERUもコーラスで参加している。                                                                          | CD   |
| 2016年4月6日   | STROLL AND ROLL      | the pillows    | 「カッコーの巣の下で」「STROLL AND ROLL」にベースで参加。 | CD   |

## 使用ベース
GLAYのプロデューサー佐久間正英が立ち上げたブランド、TopDog（SGCraftsのベースでのブランド名)のベースを主に使用している。
- TopDog JRO-01 JB Type "初号機"

JIROが最初に入手したTopDogのベース。'95年（アルバム「BEAT out!」の頃）に入手して以降愛用し続けており、JIRO自身「初号機の代わりになるベースは絶対にありえない」と語るほど。
佐久間が自身が所有する1972製のフェンダー・ジャズベースを手本として製作したもの。シリアルナンバー#008。
ボディはアルダー製で、カラーはシースルー・ロイヤル・ブルー・フィニッシュ（佐久間の手塗りによる）。ピックガードはパーロイド板。
ネックはメイプル製で、指版もメイプルの21F 864mm ロングスケール。ピックアップはフロントがセイモア・ダンカン SJB-1n(From SGCraft BBS 1781)、リアはセイモア・ダンカン SJB-1b。ペグはゴトー(Gotoh) GB-2、ナットはGraph Tech TASQ #1000-00。ブリッジはゴトー GEB201。
長年 使用しているため塗装は色褪せ、剥がれた箇所も多いのだが、塗り直しなどは全くされていない。
- TopDog JRO-02 PB Type
- TopDog JRO-03 JB Type

3種類所有しており、シリアルナンバー#000003のもの、#000068のもの、フレットレスのものがある。
#000003は、元々はJRO-01よりも濃い青色（ヘッド部分も同色に塗装されていた）だったが、シルバーフレーク（銀色のラメ）に再塗装した。その際、ピックアップをリンディー・フレーリン製からセイモア・ダンカン製に変更している。ライブ中に投げて落とした事によりボディを破損。修理したものの音が変わってしまったため、内部サーキット等はそのままでボディのみを新しくした。新しいボディは、ラメが大粒に変更されている。
- TopDog JRO-04 Silver PJ Type
- TopDog JRO-07改

黒のボディに目玉のデザインのピックガードが特徴。フロントにセイモア・ダンカンSMB-4Dを搭載。JIROのベースの中でも特に重いヘヴィーウェイトな個体のため音も重め。また今まで何回か改良されてきたため、機材名が「～改」に変更された。
- TopDog JRO-08

シルバーのラメ仕様。2017年に製作されて以降、メインで使用されることも多い。JRO-07同様、フロントにセイモア・ダンカン SMB-4Dを搭載。
- TopDog JRO-09 RD Type

2017年のレッドブル・エアレース千葉2017にてGLAYがアンバサダーを務めた際に、新曲『XYZ』と共に製作された。RD(レッドブル)とコラボしたデザインとなっている。
- G&L SB-2
- G&L L2000 (CUSTOM MODEL)
- Gibson Thunderbird IV ノンリバース

1960年代に作られたヴィンテージのベース。アルバム「THE FRUSTRATED」ではこのベースを使用し、今までは自分が嫌いだった、バックでサポートするような目立たない音でレコーディングを行ったという。X-rated 2004ツアーで主に使用。
- Gibson EB-3L

メジャーデビューシングル「RAIN」のレコーディングで初めてロサンゼルスを訪れた際に購入したベース。'72年製。TopDogよりも前から所有しており、メジャー・デビュー時のメインベースだった。
コントロール部の大きなツマミはバリトーン・スイッチで、音色を4つのモードに切り替えが可能。また、低音弦（4・3弦）の音が大きいということで、全弦のバランスを取るべく各ピックアップの高さは2・1弦側を高めに設定されている。
- Gibson EB-ⅡD Eary70s SN.901460

フロントはハムバッカーを搭載しているセミアコースティック・ベース。バラード曲で使われることが多く、2013年の「ACOUSTIC MILLION DOLLOR NIGHT(渋谷)」でも使用されており、『ここではない、どこかへ』のMVでも確認できる。
- TEISCO SPECTRUM BASS

HEAVY GAUGEツアーで使用。ツアー中にバンドからの脱退を考えるほどの精神状態から立ち直り始めた頃、回復を実感できたことでテンションが上がりライブ中に思わず放り投げてしまい、「唯一ぶん投げたベース」として思い入れのある機材だという。
- Stud-B Electric Woodbass Excel

エレクトリック・アップライト・ベースだが、ウッドベースのフィーリングで使用できる。ピエゾ・ピックアップとマグネット・ピックアップを搭載している。
- Fender American Professional Ⅱ JAZZ BASS (SN. US210053640)

「HIGHCOMMUNICATIONS TOUR 2023 -The Ghost of GLAY-」以降、メインで使用されている。アメプロJAZZ BASSローズ指板。ボディカラーはブラック。
- Fender American Professional Ⅱ JAZZ BASS (SN. US20087316)

上記のジャズベースと併用して使用。メイプル指板で、ボディカラーはミスティックサーフグリーン。
- Fender American Ultra II Jazz Bass -Noble Blue-

アメリカン・ウルトラシリーズの新機種。指板にエボニーが採用され、ピックアップは新開発の「Ultra II Noiseless Vintage Jazz Bassピックアップ」へバージョンアップした。
2024年の後半から使用し始め、「GLAY 30th Anniversary ARENA TOUR 2024-2025“Back To The Pops”」ではほぼ全曲をこのベース1本でプレイした。JIRO自身「もっと早く会いたかった」と語るほどの愛着を見せている。
- MusicMan Bongo#F09231

2017年頃から使用。BMWデザインのベースで、1音下げのD-Tune。ライブでは『シン・ゾンビ』などで使用。

## 連載
- キャラメルBOX（ワッツイン（ソニー・マガジンズ））

## 書籍
- キャラメルブックス（1999年、ソニー・マガジンズ）
音楽雑誌『WHAT's IN?』での連載の初の書籍化。
- キャラメルパビリオン（2001年、ソニー・マガジンズ）
音楽雑誌『ワッツイン』での連載の書籍化第2弾。
- ビンゾー&ジロゾーのウォーカー・ブラザーズ東京（2003年、角川書店）
MAYA MAXXとの共著。「友だちが来たら、連れていってあげたい、見せてあげたい東京」をテーマに、MAYA MAXXとJIROがビンゾー＆ジロゾーに扮し、東京の各所を紹介するガイドブック。
- JIRO/GLAY（2008年、ベース・マガジン編集部）
音楽雑誌『ベース・マガジン』の増刊号。

## 出演

### ラジオ
- BUGGY CRASH NIGHT（FM802）毎週土曜25:00~26:00